# رالف بوميروي
رالف بوميروي (بالإنجليزية: Ralph Pomeroy)‏ (12 يناير 1867 - 22 أغسطس 1925) طبيب توليد ونساء أمريكي.